# Gilbert Hamilton (1869–1947)
David Gustaf Gilbert John Wilhelm Hamilton, född 20 mars 1869 på godset Hedensberg i Västmanland, död där 11 augusti 1947, var en svensk greve och militär. Efter första världskrigets utbrott gick Hamilton i tysk tjänst och tjänstgjorde på östfronten. År 1939, på årsdagen av den tyska segern vid Tannenberg 1914, utnämndes han till hedersgeneral vid den tyska reservarmén. I Sverige är Hamilton idag mest känd för tobaksblandningen "Hamiltons blandning".

## Biografi

### Tidig karriär
Gilbert Hamilton föddes 1869 som andre son till godsägaren Gustaf Malcolm Hamilton (död 1914) och dennes hustru friherrinnan Sophia Lovisa Hedvig Mariana Barnekow. Fadern var fideikommissarie för Hedensberg, som sedermera övertogs av Gilberts äldre bror Malcolm Alexande Hugo Hamilton.
Hamilton avlade officersexamen på Karlberg 1891 med genomsnittliga betyg. Han försökte 1897 att bli antagen till det grekiska-turkiska kriget. Sedan han nekats tjänst försökte han även delta i boerkriget och rysk-japanska kriget utan att bli antagen. När första världskriget bröt ut var han ryttmästare och chef för 2. skvadronen vid Livgardet till häst i Stockholm.

### Första världskriget
Den 27 oktober 1914 tog Hamilton avsked och anställdes som officer i preussiska armén. Han deltog som kavallerist på östfronten och senare som skvadronchef vid den österrikiska-ungerska fronten vid Karpaterna. Mellan 1915 och 1918 var han chef för 22. reservjägarbataljonen på gränsen mellan Vitryssland och Ukraina strax söder om Pinsk. Under våren 1918 deltog han i striderna mellan de röda och vita i Finland som chef för styrka Hamilton inom Brandensteinbrigaden i den tyska expeditionskåren Die Ostseedivision.
I juni 1918 utnämndes han till chef för Tredje preussiska kyrassiärregementet Graf Wrangel i södra Ukraina. Då kejsaren flydde till Holland och revolutionen brutit ut i Tyskland inledde Hamilton på julafton 1918 regementets 100 mil långa återtåg till Königsberg via Kiev. Under den besvärliga marschen anfölls de otaliga gånger av strövtrupper. Den 20 februari 1919 anlände man slutligen till Königsberg.

### Senare liv
Under 1920 återvände han till Sverige där han 1921 utnämndes till chef för Smålands husarregemente i Eksjö. Vid sidan av sin militära verksamhet i Sverige var han några veckor varje år mellan 1929 och 1941 adjutant hos den abdikerade tyske kejsaren i hans exil i Doorn. Hamilton blev ledamot av Krigsvetenskapsakademien 1931.
På 25-årsdagen av den tyska segern över ryssarna vid Tannenberg, den 25 augusti 1939, utnämndes Hamilton av Adolf Hitler personligen vid en ceremoni i Berlin till hedersgeneral vid reserven med rangen generalmajor i Wehrmacht.

## Äktenskap
Hamilton var gift två gånger. Första äktenskapet ingicks 1898 med ryskan Maria Antonia Marguerite von Seume och upplöstes 1921. Samma år gifte han om sig med Karin Liberg men skilde sig för andra gången 1930.

## Befordringar
| Datum            | Tjänstegrad     | Rang |
| ---------------- | --------------- | ---- |
| 13 november 1891 | Underlöjtnant   |      |
| 10 oktober 1897  | Löjtnant        |      |
| 1 maj 1908       | Ryttmästare     |      |
| 26 november 1920 | Överstelöjtnant |      |
| 21 oktober 1921  | Överste         |      |

| Datum           | Tjänstegrad                             | Rang |
| --------------- | --------------------------------------- | ---- |
| 27 januari 1915 | Major                                   |      |
| 28 juni 1916    | Överstelöjtnant                         |      |
| 25 augusti 1939 | Generalmajor i reserven (Hedersgeneral) |      |

Källa 

## Utmärkelser

### Svenska utmärkelser
- Kommendör av första klassen av Svärdsorden, 16 juni 1928.[7]
- Kommendör av andra klassen av Svärdsorden, 15 december 1924.[8]
- Riddare av första klassen av Svärdsorden, 1912.[9]

### Utländska utmärkelser
- Innehavare av Hohenzollerska husorden med kraschan och svärd, senast 1921.[10][11]
- Första klassen av Preussiska Järnkorset.[10][11]
- Andra klassen av Preussiska Järnkorset.[10][11]
- Andra klassen med svärd av Finska Frihetskorsets orden, senast 1921.[10]
- Innehavare av Österrikiska förtjänstkorset med krigsdekoration, tidigast 1921 och senast 1925.[10][11]
- Riddare av Franska Hederslegionen, senast 1921.[10]
- Riddare av Nederländska Oranien-Nassauorden, senast 1921.[10]
- Tredje graden av tredje klassen av Kinesiska Dubbla drakorden, senast 1921.[10]
- Riddare av tredje klassen av Ryska Sankt Annas orden, senast 1921.[10]

### Webbkällor
- Olausson, Peter med flera: "Faktoider", Hamilton och hans blandning
- www.adelsvapen.com: Hamilton nr 86